# Бене-Ларио
Бене-Ларио (итал. Bene Lario) — коммуна в Италии, находится в регионе Ломбардия, в провинции Комо.
Население составляет 310 человек (2008), плотность населения составляет 62 чел./км². Занимает площадь 5 км². Почтовый индекс — 22010. Телефонный код — 0344.
Покровителями коммуны почитаются святые Вит и Модест, празднование 15 июня.

## Демография
Динамика населения:

## Администрация коммуны
- Официальный сайт: